# Elvira Madigan
Hedvig Antoinette Isabella Eleonore Jensen (n. 4 decembrie 1867, Flensburg, Regatul Prusiei – d. 19 iulie 1889, Tåsinge⁠(d), regiunea Syddanmark, Danemarca), mai cunoscută sub numele ei de scenă Elvira Madigan, a fost o artistă de circ care a performat ca dansatoare pe sârmă, călăreață, jongler și dansatoare. Ea este cunoscută astăzi pentru relația ei romantică cu nobilul suedez și ofițerul de cavalerie Sixten Sparre. Moartea lor împreună a făcut furori, iar evenimentul a fost descris în cântece, printre alții, de autorul Johan Lindstrom Saxon într-o melodie care începe cu versul „Lucruri triste se întâmplă”/ „Sad things happen”, care a devenit foarte populară.

## Tinerețea

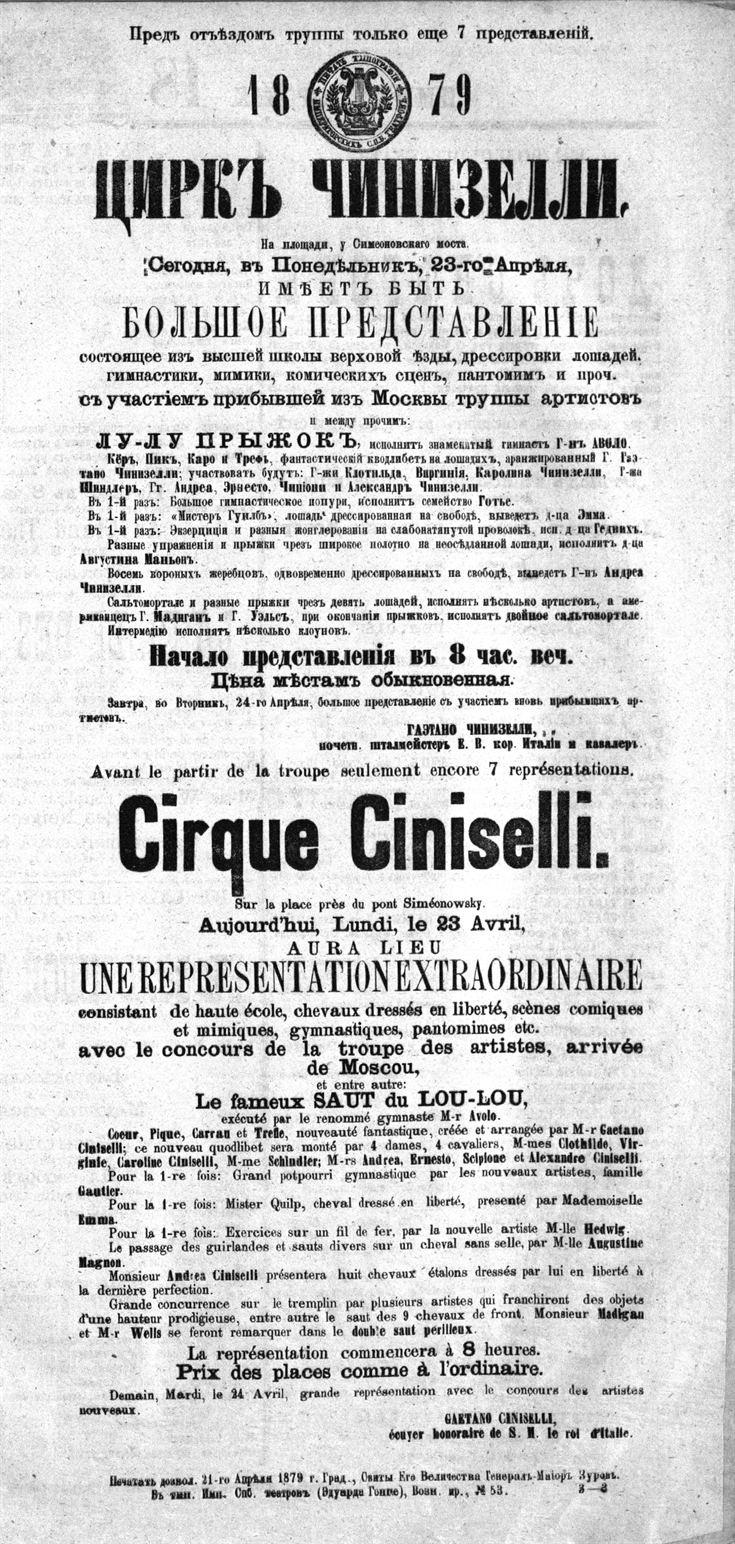
Afișul de la debutul Elvirei Madigan ca dansatoare pe sârmă la Sankt Petersburg pe 23 aprilie 1879

S-a născut la 4 decembrie 1867 în Flensburg, Schleswig-Holstein, în Regatul Prusiei de atunci. Se spune adesea că Elvira Madigan era daneză, dar predomină incertitudinea asupra țării care ar trebui să fie considerată țara ei de origine, precum și asupra cetățeniei ei.
Mama ei, Eleonora Cecilie Christine Marie Olsen, a fost o artistă de circ născută în Finlanda, într-o familie cu origini norvegiene. Mai târziu a fost cunoscută sub numele de Laura Madigan (1849–1918), dar în timpul copilăriei Elvirei a folosit mai ales numele de scenă Miss Ulbinska. Tatăl Elvirei, artistul de circ Frederik Peter Jensen, s-a născut în 1845 la Copenhaga, Danemarca. Destinul lui de mai târziu este necunoscut.
La momentul nașterii Elvirei Madigan, în 1867, părinții ei nu erau căsătoriți unul cu celălalt și au făcut turnee cu regizorul francez de circ Didier Gautier „Cirque du Nord” în Germania și Danemarca. Între anii 1869–1872, mama Elvirei a făcut un turneu cu Circus Renz în Germania și Austria, în 1871 născându-l pe fratele vitreg al Elvirei, Richard Heinrich Olsen, la Berlin. Richard și-a luat mai târziu numele de scenă Oscar Madigan, făcând turnee în toată Europa cu diferite trupe de circ. Tatăl acestui copil este necunoscut. În 1875, mama Elvirei lucra la Circus Myers din Austria, unde l-a cunoscut pe artistul de circ american John Madigan, cu care a trăit ulterior. În anul următor, Elvira Madigan, pe atunci încă Hedvig Jensen, și-a făcut debutul în circ, un pas-de-deux cu John Madigan în timpul unui spectacol cu circul Loisset în parcul Tivoli din Copenhaga. După moartea lui Loisset în Norrköping în anul următor, circul lui a fost dizolvat, iar familia Madigan s-a mutat la Circul Ciniselli din Rusia. Acolo, Elvira Madigan s-a antrenat pentru a fi dansatoare pe sârmă.

### Cariera
În vara anului 1879, familia Madigan a încercat să-și conducă propria companie mică de circ în Finlanda și, în același timp, Hedvig a început să folosească numele Elvira Madigan. În anul următor, când familia a apărut la Circus Cremes din Viena, este adoptată Gisela Brož, care era cu doi ani mai mare decât Elvira. Gisela a fost instruită ca dansatoare pe frânghie, iar împreună cu Elvira au exersat un număr unic, unde apăreau simultan pe rânduri separate, una deasupra celeilalte. Elvira obișnuia să jongleze în timp ce evolua pe sârmă. Numărul a devenit o senzație, iar în anii următori fetele au apărut ca „fiice ale aerului” în circuri și în săli de varietăți din toată Europa, inclusiv la Berlin, Paris, Londra, Bruxelles și Moscova. După o apariție în parcul Tivoli din Copenhaga în 1886 în fața familiei regale daneze, fetele au primit fiecare o cruce de aur din partea regelui Christian al IX-lea al Danemarcei. În anul următor, John Madigan a început din nou propria sa companie de circ, de data aceasta în Danemarca. Gisela a părăsit familia în toamna aceluiași an, după care Elvira a trebuit să apară singură în turneul din Suedia.

## Relația cu Sixten Sparre
În ianuarie 1888, circul Madigan a apărut în Kristianstad, unde Elvira a fost văzută de locotenentul de cavalerie Sixten Sparre.

### Schimbul de scrisori
Sixten Sparre, care era căsătorit și avea doi copii, s-a îndrăgostit nebunește de Elvira Madigan, care era considerată o frumusețe extraordinară, având o siluetă excelentă și un păr blond de aproape un metru. Sparre a căutat-o și cei doi au început să corespondeze. Elvira s-a săturat treptat de corespondența cu Sparre și a încercat de mai multe ori să pună capăt acestei relații. Sparre, însă, a încercat să o convingă să-și părăsească familia și circul pentru a se căsători cu el. Potrivit unei scrisori pe care mama Elvirei a scris-o mai târziu ziarului danez Politiken, Sparre a amenințat că se va împușca dacă Elviran nu va face ceea ce voia. De asemenea, a mințit-o cu privire la starea lui civilă și financiară; își risipise întreaga avere și avea mari datorii. După ce a suferit o cădere nervoasă, Elvira Madigan a cedat în cele din urmă; pe 28 mai 1889, și-a părăsit în secret familia, atunci când circul se afla în turneu la Sundsvall. Familia ei nu avea cunoștință de corespondența ei cu Sparre.

### Evoluția relației
Sparre, căruia i s-au acordat două luni concediu începând cu 27 mai, s-a întâlnit cu Elvira la Bollnäs. Cei doi au mers la Stockholm, mama Elvirei Madigan încercând să-i întâlnească acolo, dar nu a reușit. După câteva săptămâni petrecute într-un loc necunoscut, cuplul a ajuns la Svendborg pe Funen, în data de 18 iunie. Au locuit aproape o lună la hotelul din oraș, dar când directorul hotelului le-a prezentat factura uriașă, cuplul a fugit. Sparre, deja puternic îndatorat, era complet ruinat în acel moment, trăind din împrumuturi de câteva săptămâni. Cei doi au locuit câteva zile într-o pensiune din Troense pe insula Tåsinge, Danemarca. În data de 18 iulie, au mers în pădurea din apropiere Nørreskov, unde Sparre a împușcat-o pe Elvira cu revolverul său de serviciu și apoi s-a sinucis în dimineața zilei de 19 iulie 1889. Trupurile lor au fost găsite trei zile mai târziu. În buzunarul rochiei Elvirei Madigan a fost găsită o hârtie cu o poezie pe care ea o scrisese chiar înainte să moară. Poezia a fost scrisă într-un amestec de suedeză, daneză, norvegiană și germană.
A drop fell into the water,

faded out slowly.

And the place where it fell

surrounded from wave to wave.

What was it that fell?

and where did it come from?

It was but a life,

and but a death that came

to win itself a track.

- - -

† Now the water rests once again.

 Hedvig
„O picătură a căzut în apă,
dispărând încet.
Iar locul în care a căzut,
a fost înconjurat de valuri.
Ce a fost ceea ce a căzut?
Și de unde venea?
A fost despre o viață
și despre moartea ce a venit
ca să lase în urma sa un semn.
....
Acum, apa se odihnește din nou.
Hedvig”

### Înmormântare

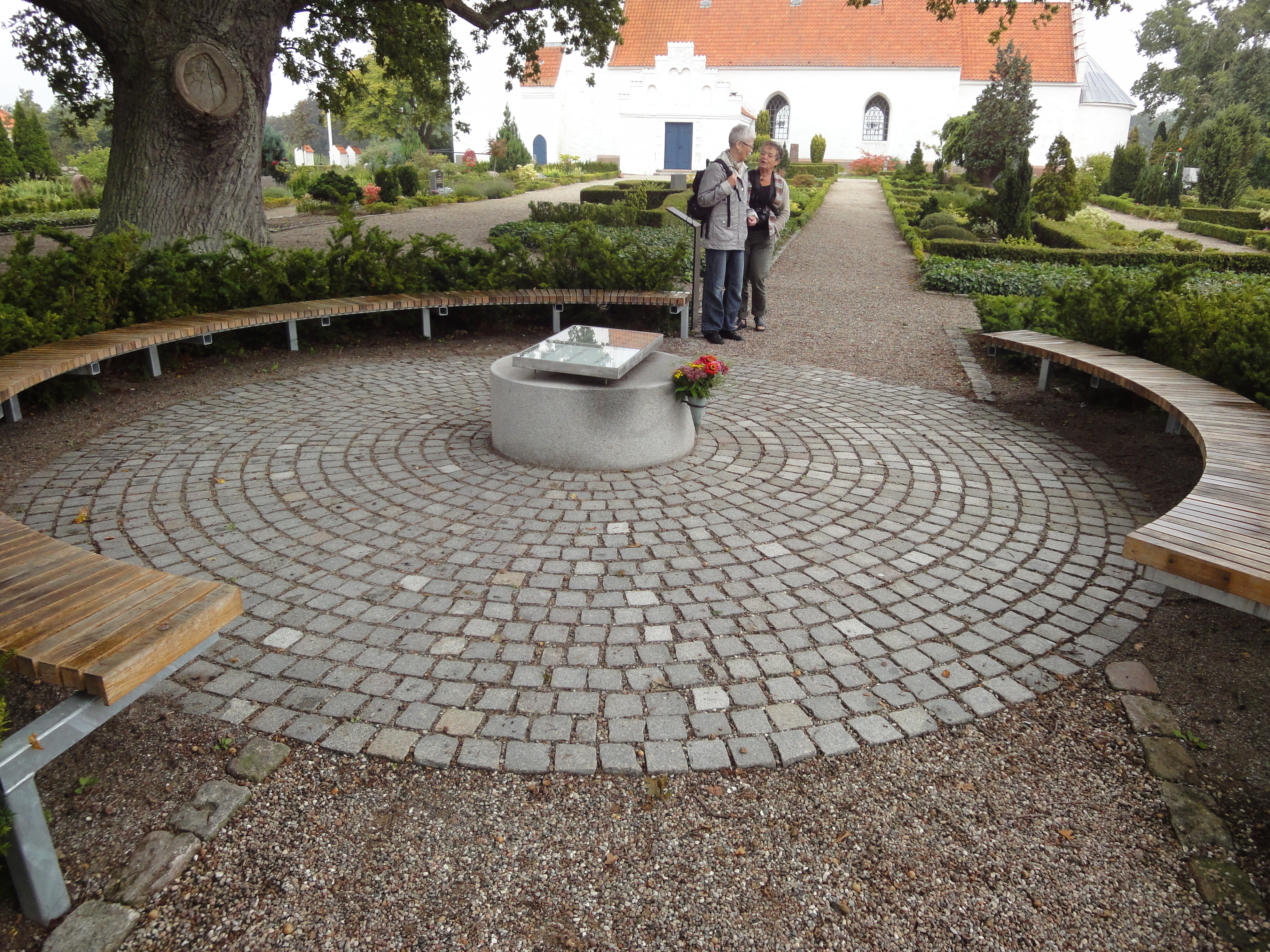
Locul în care se odihnesc Elvira Madigan și Sixten Sparre -Cimitirul Landet după reamenajarea din 2013.

Cuplul a fost înmormântat în cimitirul din Landet, în mijlocul orașului Tåsinge, pe 27 iulie, în prezența unui număr mare de localnici și turiști. Facturile de la hotel, costurile de înmormântare și pietrele funerare au fost plătite de fratele lui Sparre, Edvard. Bunica Elvirei a dorit să participe la înmormântarea lor, dar nu a ajuns la timp. Pietrele funerare originale sunt din două materiale diferite. Cea a Elvirei Madigan este din marmură albă, iar cea a lui Sparre - din granit gri închis. Intenția era să se evidențieze faptul că cei doi nu erau un cuplu „autentic”.
Locul de veci era situat la câțiva metri la sud de marele stejar din mijlocul cimitirului, dar în timpul unei reorganizări a aleilor cimitirului în 1943, pietrele funerare au fost mutate la câțiva metri spre sud-est și întoarse spre vest. Pietrele funerare originale au fost înlocuite cu altele noi la cea de-a 75-a comemorare din 1964. Pe noua piatră funerară a Elvirei a fost menționat și numele ei de scenă. În 1999, pietrele funerare originale au fost restaurate și refolosite, dar au fost întoarse spre est și au fost mutate câțiva metri. În 2013, locul memorial a fost reproiectat, iar pietrele funerare au fost plasate una lângă cealaltă în mijlocul unui pavaj circular situat în apropierea sitului memorial din 1999.

## Moștenire
Interpretarea dramei a devenit o tristă poveste de dragoste și un simbol al iubirii romantice. În legenda care s-a creat era vorba despre o prințesă de circ care a fost curtată de un nobil, într-o combinație de moralitate și divertisment. Tragica lor moarte a dat naștere unor numeroase poezii și cântece. Balada lui Johan Lindström Saxon a fost auzită în toate țările nordice din toamna anului 1889 și pentru multe din deceniile care au urmat. Toată lumea știa povestea și toată lumea putea să cânte cântecul. Însă nu doar organiștii de la Barrel au transmis povestea, ziarele, de asemenea, au fost pline de descrieri ale incidentului și conțineau detalii teribile.
Relația de cuplu a dat naștere și unei dezbateri intense de presă. Presa conservatoare a condamnat faptele cuplului și adulterul lui Sparre, în timp ce presa liberală a fost mai înțelegătoare. Evenimentul a fost interpretat ca o tragedie provocată de diferența de clasă socială și de excesiva moralitate sexuală care predominau în acele timpuri. Printre altele, autorul danez Holger Drachmann a scris sub aceste premise poemul tribut „Til de to” (Celor doi). Evenimentul a fost văzut ca o repetare a incidentului de la Mayerling, dar măsura în care cei doi au fost influențați de acest eveniment nu este clară. Deja în primele comunicate de presă despre dramă s-a făcut legătura cu incidentul din Austria petrecut cu șase luni mai devreme, iar alte ziare au continuat să susțină această variantă, poate mai ales pentru că aceasta era versiunea pe care și-o doreau cititorii: dragostea copleșitoare, mai puternică decât moartea, dintre un bărbat cu origine nobiliară și o femeie de descendență foarte umilă (în acele vremuri artiștii de circ erau considerați a fi pe una dintre cele mai de jos trepte ale scării sociale). Această viziune romantică a dramei a supraviețuit până în zilele noastre prin filme, romane, poeme, cântece și multe altele.
Cu toate acestea, cercetările din ultimii ani oferă o imagine diferită. A reieșit că Sparre, în ultimii ani ai vieții sale, a trăit extravagant, irosindu-și averea și înglodându-se în datorii într-un mod care a dat naștere la întrebări cu privire la sănătatea sa mintală. Potrivit lui Grönqvist, se pare că Sparre ar fi suferit de tulburare bipolară, modul în care și-a risipit averea, renunțarea la familie și la valorile reprezentate în mod tradițional de clasa sa socială (Sparre a fost în ultimii ani ai vieții sale un adept al ideilor de extremă stângă) și, în sfârșit, relația de dragoste cu Elvira Madigan fiind semne clare ale bolii sale. Lindhe a mai susținut și că Sparre a fost răsfățat, risipitor și narcisist; el a criticat-o chiar și pe soția lui Sparre, Luitgard.
Contemporanii o descriau pe Elvira Madigan ca fiind timidă și retrasă. Era pasionată de poezie și literatură, fiind și o foarte bună pianistă.

## Elvira Madigan în cultură
În 1943, Åke Ohberg a regizat prima ecranizare într-un film suedez a Elvirei Madigan (în filmul omonim), cu Eva Henning și el însuși în rolurile principale. După presiunea rudelor lui Sixten Sparre, numele său a fost schimbat în Christian.
În 1967, Bo Widerberg a făcut o nouă adaptare cinematografică a poveștii Elvirei, filmul numindu-se Elvira Madigan, cu Pia Degermark și Thommy Berggren în rolurile principale. Coloana sonoră a filmului este cea de-a doua parte a Concertului nr. 21 pentru pian și orchestră în do major (K. 467) de Mozart, care, ulterior, a fost deseori denumit Concertul „Elvira Madigan”. În același an, Poul Erik Møller Pedersen a regizat și el un film danez, cu Anne Mette Michaelsen în rolul principal și Søren Svejstrup în rolul lui Sixten Sparre.
În 1990, filmul „Circus Elvira Madigan” de Jan Wirén și Lars-Åke von Vultée a avut premiera la ediția din acel an a Zilelor Kristianstad. A fost regizat de Hasse Alfredson și a avut, printre alții, pe Johan Ulveson în distribuție.
Drumul pe care se află biserica de la țară a fost numit Elvira Madigans Vej în anul 1970; un vapor a fost de asemenea botezat cu numele ei.
Sparre are o stradă care îi poartă numele în zona regimentului din Ystad, Sixten Sparres Gata.